# Mamiya 7
La Mamiya 7 és una càmera telemètrica de format mitjà, produïda l'any 1995. Aquesta utilitza pel·lícula de 120 per crear negatius de 6 x 7 cm (56 x 67mm).
Al ser una càmera d'objectius intercanviables, la muntura se l'anomena Mamiya 7, la qual té un diàmetre de 49mm i una distància focal de brida de 59mm. Les càmeres amb aquesta muntura compten amb un factor de multiplicació d'aproximadament 0,5. Relació entre la diagonal del marc de referència (format de 35 mm) i la diagonal del negatiu usat pel sistema Mamiya 7:{\displaystyle {\dfrac {\sqrt {(24mm)^{2}+(36mm)^{2}}}{\sqrt {(56mm)^{2}+(67mm)^{2}}}}\approx 0.498}
Aquesta sèrie de càmeres es va descatalogar el 2014.

## Característiques
La càmera pot disparar amb velocitats des de 4 segons fins a 1/500s, incloent-hi el mode bulb, així doncs, també incorpora dos modes de treball, el mode manual i el de prioritat a l'obertura. També incorpora un temporitzador automàtic, un sòcol de flaix i un connector per a la sincronització de flaix.
Al lateral del selector de temps d'exposició, hi ha un selector per poder seleccionar la compensació d'exposició, el qual va de -2 a +2 passos de llum. Dins el primer selector, es pot indicar l'ASA de la pel·lícula utilitzada, la qual es pot seleccionar des de 25 fins a 1.600 ASA.
El 1999 va sortir al mercat la Mamiya 7 II la qual inclou totes les característiques i funcions del model original en un disseny millorat. Les diferències principals són que els marcs del visor són més brillants, consta de capacitat per realitzar exposicions múltiples, i un sistema millorat per la corretja de la càmera. Un adaptador panoràmic opcional permet capturar imatges de 24 × 65 mm en una pel·lícula de 35 mm (relació d'aspecte 1:2.7).
La Mamiya 7 només es va fabricar en color titani i negre, mentre que la 7 II es va fabricar en negre o xampany.

## Objectius
Al ser una càmera amb el telèmetre integrat al visor, consta de compensació de paral·laxi, a fi de no tenir una visió diferent per la lent i pel visor. Com moltes telemètriques, al muntar un objectiu diferent al cos de la càmera, el camp de visió de la lent s'emmarca de forma automàtica, però això només succeeix quan s'utilitza el 65mm, el 80mm o el 150mm. Els objectius de 43mm, 50mm i 210mm requereixen l'ús d'un visor extern al sòcol de la càmera.
La càmera disposa d'una diapositiva fosca integrada, la qual permet canviar d'òptiques mentre hi ha pel·lícula a la càmera.
Es van produir sis objectius per aquesta muntura:
| Distància focal | Obertura | Any  | Distància mínima d'enfocament | Diàmetre de filtre |
| --------------- | -------- | ---- | ----------------------------- | ------------------ |
| 43mm            | 4.5      | 1996 | 1,00m                         | 67mm               |
| 50mm            | 4.5      | 1999 | 1,00m                         | 67mm               |
| 65mm            | 4.0      | 1995 | 1,00m                         | 58mm               |
| 80mm            | 4.0      | 1995 | 1,00m                         | 58mm               |
| 150mm           | 4.5      | 1995 | 1,80m                         | 67mm               |
| 210mm           | 8.0      | 2000 | 7,00m                         | 58mm               |

## Accessoris
Com diversos objectius no mostren el camp de visió en el visor integrat a la càmera, Mamiya va treure els següents visors externs, els quals es munten al sòcol de flaix:
- FV701: Visor pel 43mm
- FV703: Visor pel 50mm
- FV702: Visor pel 150mm
- FV704: Visor pel 210mm[18]

També existeix un adaptador panoràmic (Kit AD701) per poder capturar imatges de 24 × 65 mm en una pel·lícula de 35mm, per tant, es poden realitzar 10 o 12 fotografies, amb un rodet pensat per 24 o 36 exposicions respectivament.
A més a més, van treure al mercat lents de correcció de diòptries, per poder veure correctament pel visor, sense haver d'utilitzar ulleres.